# Фукс, Александр Хаимович
Алекса́ндр Хаи́мович Фукс (25 июня 1948 — 21 июня 2001) — советский и российский телеоператор, лауреат премии ТЭФИ. Преподаватель ВГИКа.

## Биография
Родился 25 июня 1948 года в Сухуми. Учился на экономическом факультете МГУ до 1967 года, совмещая учебу с «Курсами творческих работников телевидения». Пришёл работать на Центральное телевидение в 1966 году. 
С 1989 года — оператор высшей категории, оператор-постановщик. Главной работой Александра Фукса на телевидении стала программа В. Я. Ворошилова «Что? Где? Когда?»: более 20 лет он был её бессменным оператором-постановщиком, являлся также ведущим оператором всех проектов телекомпании «Игра-ТВ».
Погиб в ДТП на Кипре 21 июня 2001 года, находясь на отдыхе. Он взял напрокат мотоцикл, и поехав по правой полосе (на Кипре движение — левостороннее), врезался в автомобиль. Гражданская панихида прошла 28 июня в Концертной студии телецентра Останкино. В этот же день в 12:30 Александр Фукс был похоронен на Ваганьковском кладбище в Москве.

## Награды и премии
- Премия ТЭФИ в номинации «Оператор» (2001 год, посмертно). Приз получили вдова и сын А. Фукса.

## Оператор телепередач
- «Кабачок „13 стульев“»;
- «Кинопанорама»;
- «Спокойной ночи, малыши!»;
- «Алиса-неваляшка»;
- «Будильник»;
- «Весёлые старты»;
- «Артлото»;
- «Советская аэробика»;
- «С песней по жизни»;
- «Это вы можете»;
- «Город мастеров».

## Оператор-постановщик телепередач
- «Что? Где? Когда?» — интеллектуальная телеигра;
- «Юрмала» — фестивали популярной музыки — 1989, 1990, 1991, 1992, 1993;
- «Великолепная семёрка»;
- «Рождественские встречи» Аллы Пугачёвой;
- «Любовь с первого взгляда» — психологическая игра (первая в истории советского ТВ лицензионная программа);
- «Брэйн ринг» — интеллектуально-спортивная игра;
- «L-клуб»;
- «Империя страсти»;
- новогодние «Голубые огоньки»;
- «Антимония»;
- прямые трансляции Рождества Христова и Пасхи.

## Телеспектакли
- «Фауст» в постановке Михаила Козакова